# Puy de Charmont
Ne doit pas être confondu avec Puy de Chaumont.
Le puy de Charmont est un sommet d'origine volcanique culminant à 1 137 m d'altitude dans le département français du Puy-de-Dôme.

## Géographie
Le puy de Charmont est un volcan situé dans la partie méridionale de la chaîne des Puys, au sein du Massif central, sur la commune d'Aydat. Apparaissant comme une colline jonchée de résineux, il s'agit d'un cône de scories, avec un cratère ouvert en forme de « fer à cheval » vers le sud. Il culmine à une altitude de 1 137 mètres, au-dessus du col de la Ventouse.
Il est encadré au nord par le puy de Vichatel, à l'ouest par le puy de la Toupe, au sud-ouest par le puy de Boursoux et le puy de la Combegrasse, et au sud par le puy de la Rodde.